# Adalard, pariški grof
Adalard (Adalhard; o. 830. – poslije 890.) bio je francuski plemić i grof Pariza, osmi po redu. Bio je potomak Karla Velikog.
Njegova majka bila je francuska plemkinja Suzana, kći grofa Bégona od Pariza i Toulousea i njegove žene Alpais, koja je bila izvanbračna kći Ludovika I. Pobožnog.
Njegov otac je bio Suzanin muž, čovjek zvan Vulfard.
Adalard je naslijedio svoga ujaka Leutharda II. na mjestu grofa Pariza, a imao je s nepoznatom ženom dvoje djece — kćer, Adelajdu (kraljica Francuske) i sina, Vulfarda.
Bio je djed kralja Karla III. Glupog.